# Solvoliză
În chimie, solvoliza este un tip de reacție de substituție nucleofilă (SN1/SN2) sau de eliminare în care agentul nucleofil este reprezentat de o moleculă de solvent. Caracteristic pentru reacțiile de tipul SN1, solvoliza aplicată unui reactant chiral duce la obținerea unui amestec racemic.

## Exemple
Pentru anumiți agenți nucleofili, reacțiile de solvoliză pot fi clasificate. Solvoliza în care se folosește apă pe post de agent se numește hidroliză. Termenii înrudiți sunt alcooliză (pentru alcooli) și în mod specific metanoliză (pentru metanol), acetoliza, amonoliză (pentru amoniac) și aminoliza (alchilamine). Glicoliza este un termen mai vechi pentru conversia în mai multe etape a glucozei la piruvat.

### Hidroliza
În timp ce termenul de solvoliză face referire adesea la procese din chimia organică, hidroliza este comună și în chimia anorganică, în care complecșii ionilor metalici reacționează cu moleculele de solvent datorită caracterului de acid Lewis al centrului metalic. De exemplu, soluțiile apoase de clorură de aluminiu sunt acide din cauza complexului aqua-aluminiu care cedează protoni moleculelor de apă, obținându-se ioni hidroniu care scad pH-ul.
În chimia organică, reacțiile de hidroliză duc adesea la formarea a două fragmente care făceau parte din substratul inițial. De exemplu, hidroliza amidelor duce la formarea de acizi carboxilici și amine; hidroliza esterilor formează alcooli si acizi carboxilici.

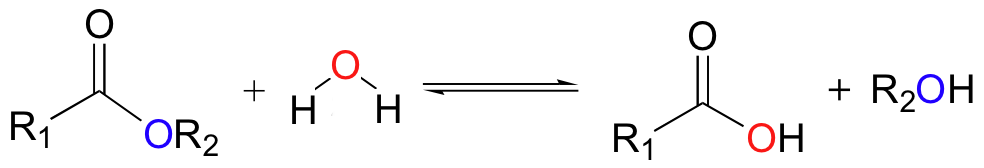
Forma generală a reacției de hidroliză a esterilor acizilor carboxilici

### Alcooliza
Un exemplu de reacție de solvoliză este reacția unei trigliceride cu un alcool simplu, cum ar fi metanolul sau etanolul, cu obținerea de esterimetilici sau etilici ai acidului gras, precum și glicerol. Această reacție este cunoscută mai frecvent ca reacție de transesterificare datorită schimbului de resturi de alcool. 

### Amonoliza
Amonoliza se referă la solvoliza realizată în prezență de amoniac, dar se poate referi și la atacul nucleofil al amoniacului în general. Amoniacul fierbe la -33 °C și, ca atare, este rareori folosit ca solvent în forma sa pură. Este, totuși, ușor miscibil cu apa și este utilizat în mod obișnuit sub formă de soluție apoasă saturată. Din acest motiv, amonoliza poate fi considerată ca fiind un caz special de solvoliză, deoarece amoniacul este el însuși dizolvat într-un solvent. În ciuda acestui fapt, reacțiile sunt de obicei foarte selective, datorită caracterului nucleofil mai crescut al amoniacului în comparație cu cel al apei.